# طبقه هفتم (فیلم ۲۰۱۳)
طبقهٔ هفتم (اسپانیایی: Séptimo‎) یک فیلم معمایی آرژانتینی-اسپانیایی است که در سال ۲۰۱۳ منتشر شد. از بازیگران آن می‌توان به ریکاردو دارین، خورخه دلیا و بلن روئدا اشاره کرد.